# 陳端午
陳端午（越南语：／，?—?），越南陳朝宗室。陳朝開國皇帝陳太宗之孙，昭國王陳益稷之子。
1285年，元朝入侵越南，陳益稷投降元朝，元朝立陳益稷為安南國王，被遷往湖廣行省的鄂州，1329年，陳益稷去世。陳端午原任沱江宣撫使。元統元年（1333年）陳端午入朝覲見元順帝，受命襲爵安南國王。陳益稷、陳端午父子和之前的封为安南国王陳遺愛都没有在越南建立统治。陳太宗之后的越南君主陳日烜（陈圣宗）、陳日燇（陈仁宗）、陳日㷃（陈英宗）、陳日爌（陈明宗）、陈日㷆（陈宪宗）都被元朝称为世子，没有册封为安南国王。《大越史記全書》記載，吳士連註解，稱陳漢政權的建立者陳友諒是陳益稷的兒子。

## 腳註
1. ↑  黎崱《安南志略·卷十三·陳氏世家》：元統甲戌，子沱江宣撫使陳端午入見今上皇帝，命襲父爵為安南王，寵襲而還。
2. ↑  淳祐三年被南宋封為安南國王，元朝廷不予承認。